# Dipoena peruensis
Dipoena peruensis là một loài nhện trong họ Theridiidae.
Loài này thuộc chi Dipoena. Dipoena peruensis được Herbert Walter Levi miêu tả năm 1963.